# Passerine

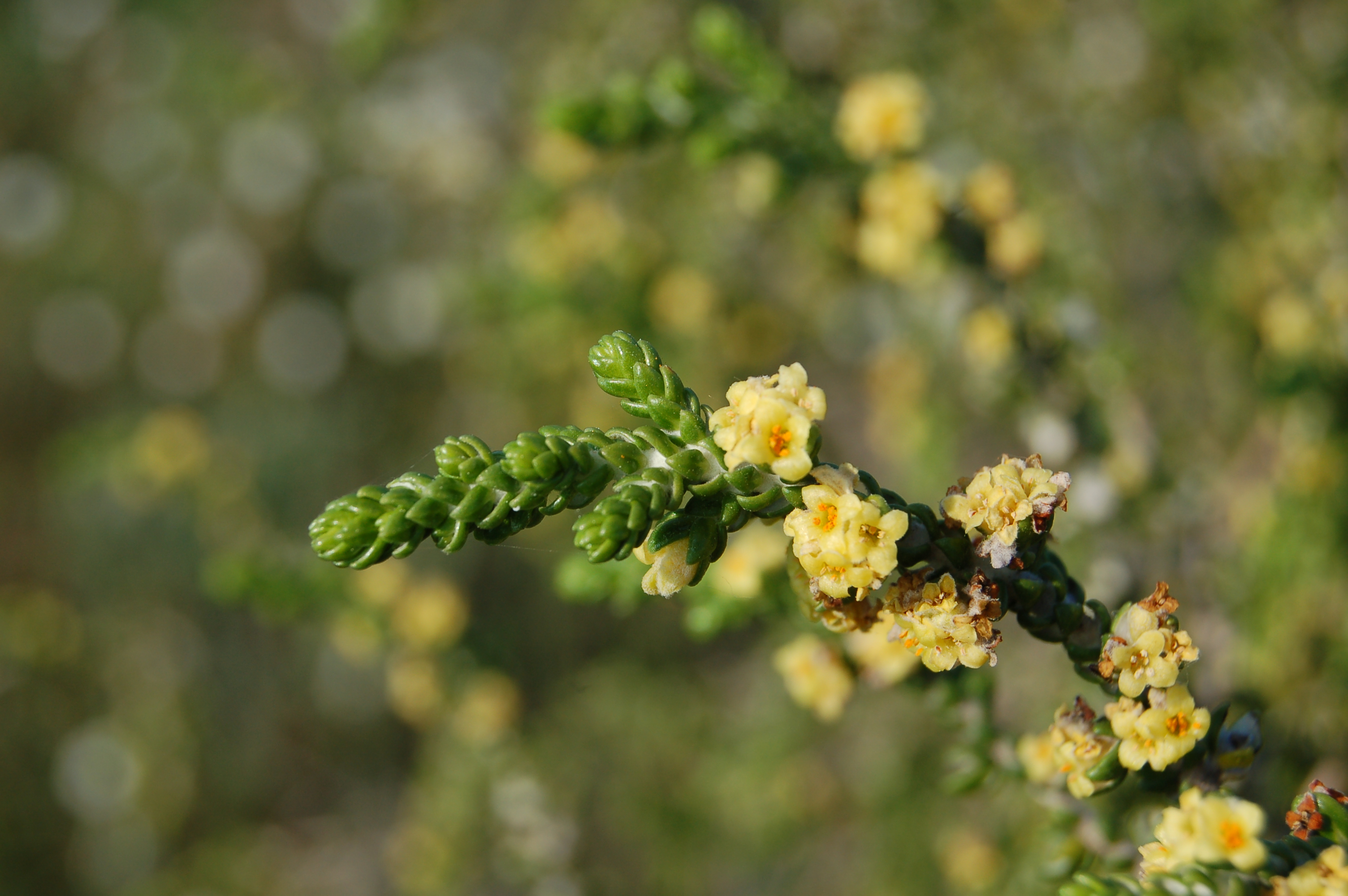
Thymelaea passerina
Espèce
Classification phylogénétique
La passerine (Thymelaea passerina) est une plante herbacée annuelle de la famille des Thyméléacées.
Autres noms communs : langue-de-moineau, passerine annuelle, passerine langue-de-moineau, thymélée passerine.

## Description
C'est une plante annuelle, petite, dressée, aux feuilles alternes, pointues, étroites (de 8-14 × 1-2 mm), aux minuscules fleurs verdâtres parfois groupées par 2 ou 3 à l'aisselle des feuilles (floraison juillet-août) et aux fruits pubescents.
On la rencontre sur les rochers et dans les lieux secs et incultes jusqu'à 1 200 m d'altitude. Elle est commune dans le sud de l'Europe et au Moyen-Orient.